# Емел
Емел Франца (Бијело Поље, 12. август 2000) црногорски је поп певач и композитор. Представљао је Црну Гору на Евровизији 2019. године са групом Д-мол.

## Биографија
Емел Франца је рођен 12. августа 2000. године у Бијелом Пољу. Завршио је Електро-економску школу у свом родном граду. Певањем се бави од 12. године, а осим певања бави се и рукометом. 
Емел је компоновао песму "Кораци" за групу Харикејн 2021. године, коју пева на аудицији за IDJ Show. 

### Песма Евровизије
Емел је учествовао на Песми Евровизије 2019. године у Тел Авиву са групом Д-мол и песмом "Heaven", након што су победили на такмичењу Монтевизија.  Група је формирана годину дана раније у приватној школи Данијела Алибабића, коју су чланови група похађали. 

### IDJ Show
У склопу прве сезоне IDJ Show-а Емел улази у ТОП 12 такмичара и избације прву песму и званични видео за IDJ продукцију.  Песма се зове "Гдје је", а композицију потписује његов ментор Дарко Димитров. Текст је писао Емел уз помоћ Виолете Михајловске, песму је посветио свом деди који је преминуо у току такмичења. 

## Дискографија

### Синглови
- Љетњи вјетар (2019)
- Гдје је (2022)
- Врати је (2023)
- Севдах (2024)
- Вир са Иваном Николић (2024)

#### Са Д-молом
- Heaven (2019)
- 21. мај (2019)

#### Обраде
- Само на ноћ (2022)
- Рани ме x Лане x Отрован (2022)
- Дам са Махрином (2022)
- 30. фебруар са Амном (2022)
- Да ли би ме волела (2022)
- Ако је до мене са Лејлом Буразеровић (2023)

## Награде и номинације
| Година | Награда               | Категорија      | Песма   | Исход      | Реф.   |
| ------ | --------------------- | --------------- | ------- | ---------- | ------ |
| 2023.  | Music Awards Ceremony | Поп-фолк нумера | Гдје је | Номинација | [ 10 ] |